# Musée du Dit du Genji

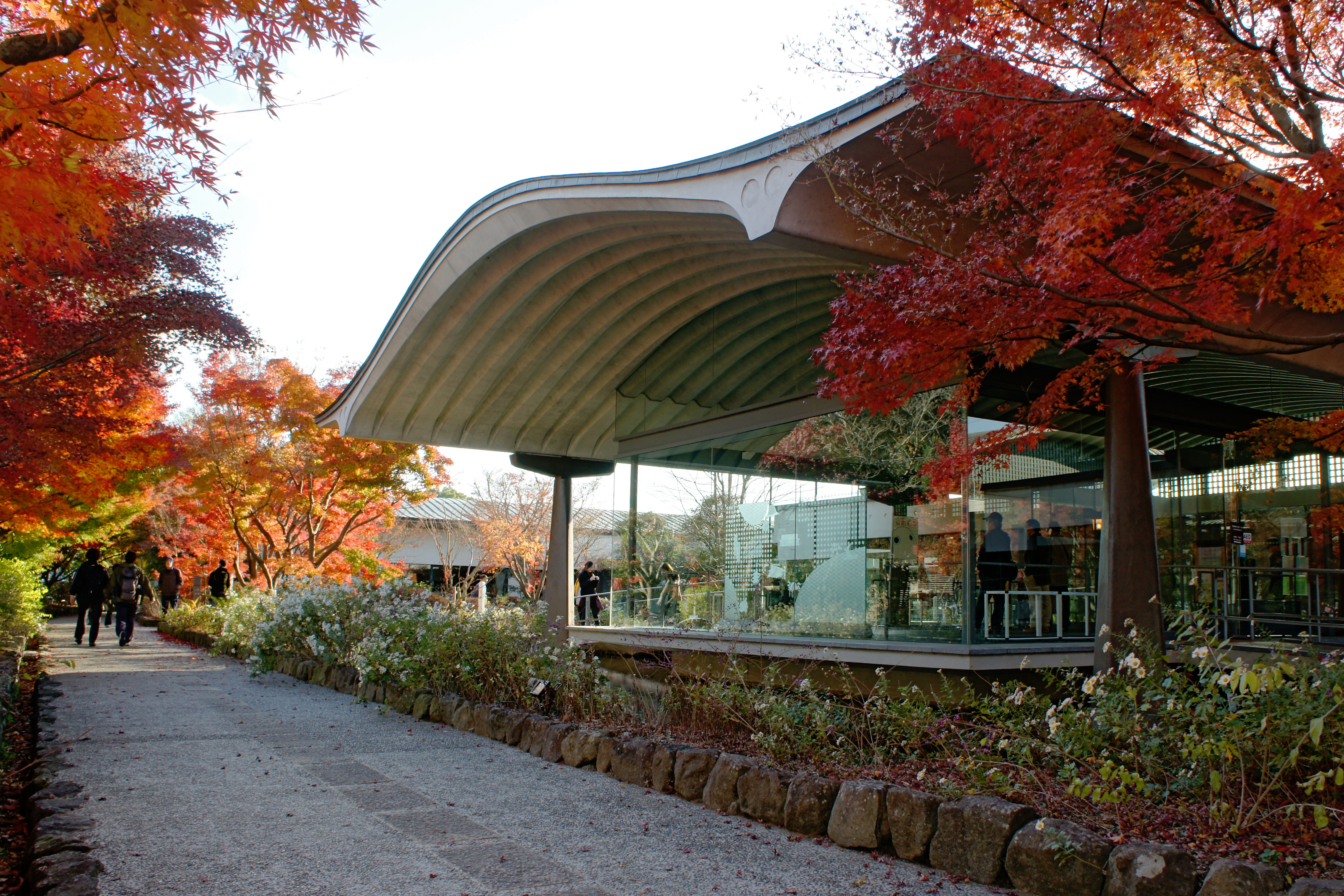
Vue du musée.

Le musée du Dit du Genji est un musée situé à Uji au Japon. Il a ouvert en 1998 et est consacré au roman Le Dit du Genji de Murasaki Shikibu, considéré comme une pièce majeure de la littérature japonaise. À l'instar du roman, il présente la vie et la culture de la cours lors de l'époque de Heian.